# Friesodielsia khoshooi
Friesodielsia khoshooi Vasudeva Rao & Chakrab. – gatunek rośliny z rodziny flaszowcowatych (Annonaceae Juss.). Występuje endemicznie na indyjskich wyspach Nikobarach. 

## Morfologia
PokrójZimozielony krzew o pnących pędach, młodsze pędy są omszone.
LiścieMają podłużnie eliptyczny kształt. Mierzą 13–23 cm długości oraz 5–10 cm szerokości. Nasada liścia jest od zaokrąglonej do prawie sercowatej. Blaszka liściowa jest o ostrym lub spiczastym wierzchołku. Ogonek liściowy jest owłosiony i dorasta do 4–8 mm długości.
KwiatySą pojedyncze, rozwijają się w kątach pędów. Mają żółtą barwę. Płatki zewnętrzne mają równowąsko lancetowaty kształt, są omszone i osiągają do 35–45 mm długości, natomiast wewnętrzne mają kształt od owalnie lancetowatego do trójkątnie lancetowatego. Kwiaty mają owłosione słupki o podłużnym kształcie i długości 1–2 mm.
OwoceZebrane w owoc zbiorowy o podłużnie elipsoidalnym kształcie. Są omszone, osadzone na szypułkach. Osiągają 1–1,5 cm długości.

## Biologia i ekologia
Kwitnie od kwietnia do maja, natomiast owoce pojawiają się w sierpniu.